# Metro colonna d'acqua
Il metro di colonna d'acqua (abbreviato in mca o mH2O) è un'unità di misura di pressione utilizzata in idraulica, definita come la pressione esercitata da una colonna verticale d'acqua dell'altezza di un metro. Convenzionalmente si adotta la densità dell'acqua pari a 1000 kg/m³ e l'accelerazione di gravità a 9,80665 m/s2 pertanto si ha l'equivalenza {\displaystyle 1\,\mathrm {mca} =9806,65\,\mathrm {Pa} }.
La densità dell'acqua varia in funzione di temperatura e pressione, quindi fissato il valore della pressione atmosferica a 101325 Pa la densità dell'acqua raggiunge il massimo a 4 °C e il minimo a 100 °C quindi teoricamente il valore varia in funzione della temperatura.

## Conversioni
Valgono le seguenti relazioni tra il metro colonna d'acqua e le altre unità di misura della pressione:
| 1 mca equivale a |
| ---------------- |
| 1000 kgf/m²      |
| 73,555924 mmHg   |
| 9806,65 Pa       |
| 0,0980665 bar    |
| 0,096784111 atm  |
| 1,4223343 psi    |